# Perdita wheeleri
Perdita wheeleri är en biart som beskrevs av Timberlake 1928. Perdita wheeleri ingår i släktet Perdita och familjen grävbin. Inga underarter finns listade i Catalogue of Life.